# União das Freguesias de Espírito Santo, Nossa Senhora da Graça e São Simão
União das Freguesias de Espírito Santo, Nossa Senhora da Graça e São Simão (portugiesisch für: Vereinigung der Gemeinden Espírito Santo, Nossa Senhora da Graça und São Simão), kurz Espírito Santo, Nossa Senhora da Graça e São Simão, ist eine portugiesische Gemeinde (Freguesia) im Kreis Nisa mit 153,66 km² Fläche und 3 569 Einwohnern (2011). Ihre  Bevölkerungsdichte beträgt 23,2 Einwohner/km².

## Geschichte
Die Gemeinde entstand im Zuge der Gebietsreform vom 29. September 2013 durch die Zusammenlegung der ehemaligen Gemeinden Espírito Santo, Nossa Senhora da Graça und São Simão.

## Demographie
| Freguesia | Freguesia                                          | Freguesia | Freguesia       | ehemalige Freguesias   | ehemalige Freguesias | ehemalige Freguesias | ehemalige Freguesias |
| --------- | -------------------------------------------------- | --------- | --------------- | ---------------------- | -------------------- | -------------------- | -------------------- |
| Wappen    | Freguesia                                          | Einwohner | Fläche in (km²) | Wappen                 | Freguesia            | Einwohner            | Fläche in (km²)      |
|           | Espírito Santo, Nossa Senhora da Graça e São Simão | 3569      | 153,66          |                        | Espírito Santo       | 1886                 | 87,34                |
|           | Espírito Santo, Nossa Senhora da Graça e São Simão | 3569      | 153,66          | Nossa Senhora da Graça | 1589                 | 37,38                |                      |
|           | Espírito Santo, Nossa Senhora da Graça e São Simão | 3569      | 153,66          | São Simão              | 115                  | 27,83                |                      |